# Ordem das Artes e das Letras
A Ordem das Artes e Letras (Ordre des Arts et des Lettres, em francês) é uma condecoração concedida pelo Ministério da Cultura da França que visa recompensar "as pessoas que se distinguem pela sua criação no domínio artístico ou literário ou pela sua contribuição ao desenvolvimento das artes e das letras na França e no mundo.
A comenda já foi concedida a nomes como Dalida, Clint Eastwood, Amália Rodrigues, Bob Dylan, T.S. Eliot e Frida Boccara, Joana Vasconcelos, entre outros.

## Graus
A Ordem das Artes e Letras inclui três graus conferidos por despacho do Ministro da Cultura, após indicação do prefeito e do conselho da Ordem das Artes e Letras. As nomeações ocorrem no dia 1º de janeiro e 14 de julho de cada ano para os cidadãos franceses e em fevereiro para estrangeiros. Os três graus são:
| Commandeur | Officier | Chevalier |
| ---------- | -------- | --------- |
|            |          |           |

O primeiro grau pode ser concedido a indivíduos com idade mínima de 30 anos e desfrutando de seus direitos civis. Os dois graus superiores, entretanto, só podem ser atribuídos a duas condições: a prova de um mínimo de cinco anos de antiguidade no grau inferior - a menos que já seja comandante ou oficial da Legião de Honra - e demonstrar novo mérito. Esta regra não se aplica aos estrangeiros.
Desde o decreto de 5 de maio de 1997, a quota anual é de quatrocentos e cinquenta cavaleiros, cento e quarenta oficiais e cinquenta comendadores. Esta limitação de contingente faz esta ser uma condecoração pouco distribuída.
O despacho do ministro da Cultura, formalizando os nomes dos novos recipientes é publicado em um boletim oficial de condecorações, medalhas e prêmios.

## Conselho
O Conselho da Ordem das Artes e das Letras é composto por doze membros de direito - incluindo diretores da administração geral do Ministério da Cultura, do Arquivo Nacional, e de museus na França - e treze membros designados pelo ministro.